# Involvulus gemmus
Involvulus gemmus là một loài bọ cánh cứng trong họ Rhynchitidae. Loài này được Semenov-Tian-Shanskij & Ter-Minassian miêu tả khoa học năm 1937.